# Walter Boscheinen

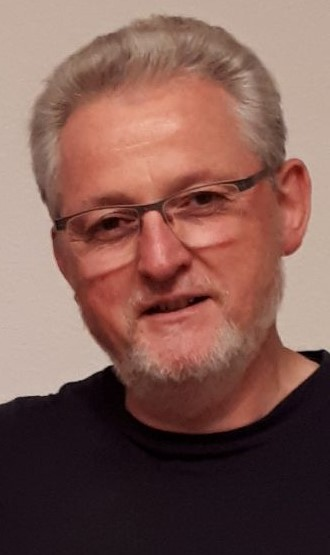
Walter Boscheinens (2020)

Walter Boscheinen (* 26. Dezember 1952 in Duisburg) ist ein deutscher römisch-katholischer Diplomtheologe, Pädagoge, Schriftsteller und Graphiker.

## Werdegang
Boscheinens Eltern waren Joseph Cornelius Boscheinen (1916–1992) und Agnes Charlotte Boscheinen, geb. Wünnenberg (1917–1987). Er besuchte eine Grundschule- und Realschule sowie ein Aufbaugymnasium und studierte dann zwischen 1972 und 1977 Theologie und Philosophie an der Rheinischen Friedrich-Wilhelms-Universität in Bonn.
Anschließend arbeitete er bis 1979 als Referent für Ehe und Familie im Kolpingwerk und dann bis 1981 als Familienbildungsreferent der Arbeitsgemeinschaft für Katholische Familienbildung e.V. in Bonn. Er unterbrach seine berufliche Tätigkeit zwischen 1981 und 1995 und betreute in dieser Zeit als Hausmann und Erzieher seine drei Kinder. Einmal von einer freiberuflichen Tätigkeit 1998 und 1999 unterbrochen, arbeitete Boscheinen anschließend bis zum Eintritt in den Ruhestand im Jahr 2018 im Erzbistum Köln, zuerst als Bezirkssekretär der Katholischen Arbeitnehmer-Bewegung für den Bereich Bonn-Erft-Sieg in Bonn, als hauptamtlicher pädagogischer Mitarbeiter im Katholisch-Sozialen Institut des Erzbistums Köln in Bad Honnef und im Bildungswerk der Erzdiözese Köln.

## Familie
Der Autor ist verheiratet und hat drei erwachsene Kinder.

## Werk
Boscheinens Werk umfasst Lyrik und graphische Arbeiten. Er veranstaltete Lesungen und Kunstausstellungen in der Region Rhein-Sieg/Bonn, Köln, Essen und Berlin. Neben Gedichten zu sozialen und Beziehungsthemen verfasste er bisher etwa 185 geistliche Lieder und Sonette.

## Schriften
- Am Wegrand – Gedichte 1, 1993
- Am Wegrand – Gedichte 2, 1994
- zusammen mit Ralph Bergold, Alexander Brehm, Hans Nitsche: Tag für Tag: Ein Wegbegleiter durch das Jahr. Erzdiözese Köln 2013, ISBN 3-927566-51-9.
- zusammen mit Lisa Maria Boscheinen: Für die Menschen bestellt, eine Messe auf Tonträgern mit zwölf Neuen Geistlichen Liedern und zugehörigem Notenband, Selbstverlag des Katholisch-Sozialen Instituts, 2006, ISBN 3-927566-39-X.
- zusammen mit dem Komponisten Jo Raile: Freude und Hoffnung, eine Sammlung von neuen Gesängen für die Messliturgie für vierstimmigen gemischten Chor, Flöte, Klavier, Band und Gemeinde, 2020, ISBN 3-943302-55-5.
- zusammen mit Hans Wiese: 75 Jahre Kirchenchor Cäcilia an Sankt Anno Siegburg, Festschrift, Siegburg, 1970
- zusammen mit Hans Nitsche (Hrsg.): Last der Menschen – Last der Welt. Der Kreuzweg von Christel Bak-Stalter mit Tonträger, Bad Honnef, 2005
- Werkmappe Ehe + Familie (Deutsche Kolpingsfamilie), Köln, 1979